# Tim Hortons Field
El Tim Hortons Field es un estadio multipropósito ubicado en la ciudad de Hamilton, provincia de Ontario, Canadá. Inaugurado en 2014, es el estadio de los Hamilton Tiger-Cats, de la Canadian Football League y del Forge FC de la Canadian Premier League. El 11 de julio de 2013, los Tiger-Cats anunciaron que los derechos de nombre del estadio fueron vendidos por un plazo de 10 años a la cadena de cafeterías Tim Hortons.
El estadio cuenta con una capacidad estable para 24 000 asientos, ubicados preferentemente en los lados este y oeste del campo. Para eventos especiales la capacidad puede llegar a los 40 000 espectadores, con la instalación de más de 17 000 asientos temporales en los codos norte y sur del estadio.
Desde el 10 al 26 de julio de 2015, bajo el nombre de "Estadio de Fútbol Panamericano de Hamilton CIBC", albergó el torneo masculino y femenino de fútbol de los Juegos Panamericanos de Toronto 2015.
En 2016 fue sede de la Copa Vanier de fútbol canadiense universitario. El estado ha albergado partidos de la selección de rugby de Canadá por la clasificación americana para la Copa Mundial de Rugby de 2019.